# Бамберзька Біблія

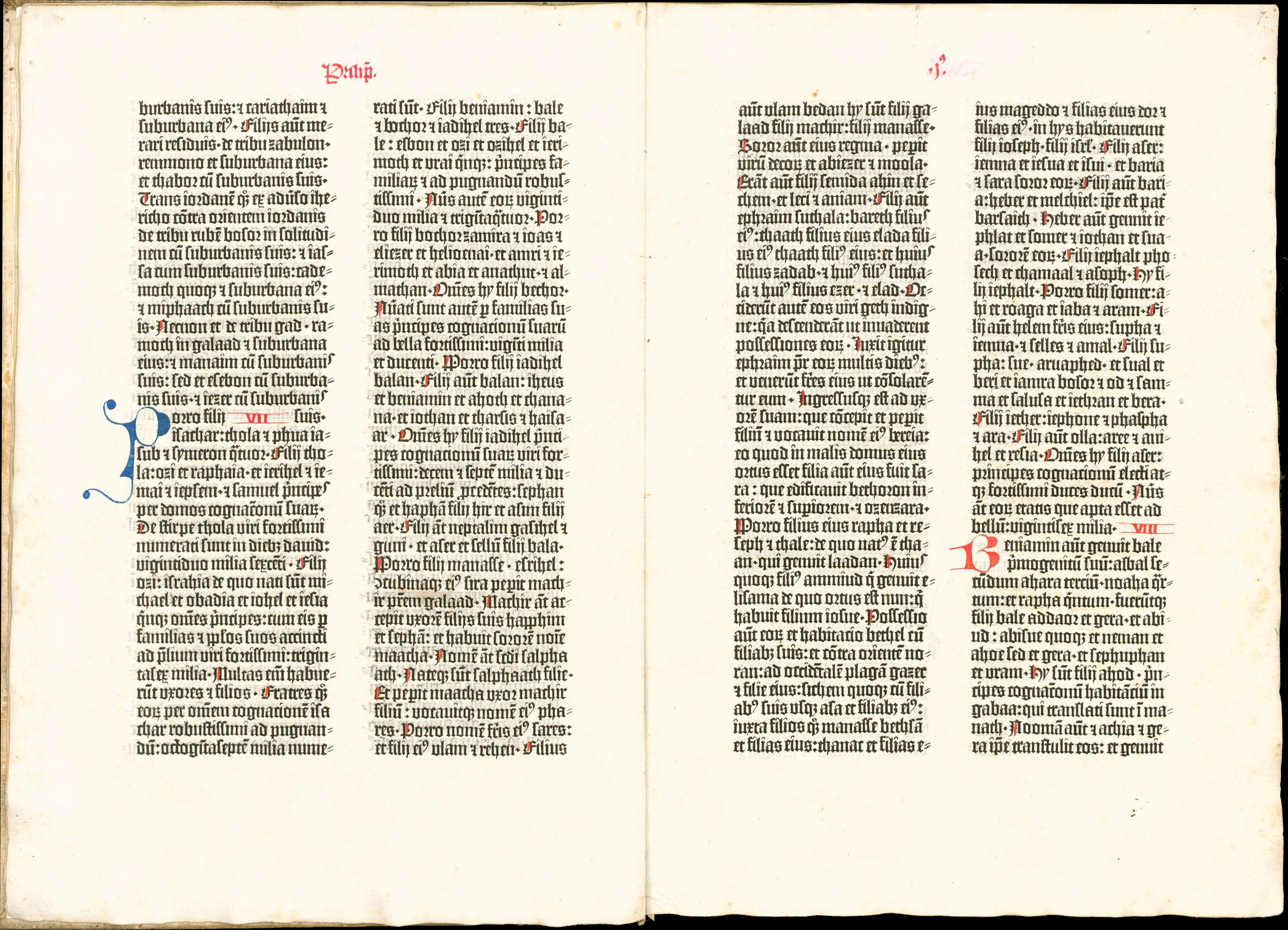
Розворот з 36-рядкової Біблії.

36-Рядкова Біблія (B36;  Бамберзька Біблія) — друге після Біблії Гутенберга друковане видання Біблії. Вважається, що вона надрукована в Бамбергу близько 1458-1460-х рр.. Ім'я друкаря в книзі не зазначено, але можливо, що це був Йоганн Гутенберг.
Книга отримала назву від того, що на кожній її сторінці міститься 36 рядків.

## Опис книги

### Датування
У минулому деякі вчені припускали, що 36-рядкова Біблія була ранньою і простішою версією Гутенбергової 42-рядкової Біблії, яка була надрукована до 1455. Ретельне зіставлення текстів показало, що, за винятком перших сторінок кожного з томів, 36-рядкова Біблія була набрана за текстом Гутенбергової Біблії. Це підтверджує, що 42-рядкова Біблія з'явилася раніше.
В одному з примірників 36-рядкової Біблії рубрикатор підписав дату «1461», що дозволяє говорити про те, хто книга вийшла не пізніше цього року. Більшість учених вважає, що 36-рядкова Біблія була видана у 1458-1460-х роках. Таким чином, це друга Біблія, надрукована за допомогою рухомих літер.
Існує фрагмент 40-рядкової Біблії, можливо, надрукованій тим же шрифтом близько 1458-го року або й раніше. Проте, вважається, що це пробний фрагмент, і що ця Біблія ніколи не була надрукована. Перші сторінки 36-рядкової Біблії були набрані з того ж рукопису, що і фрагмент 40-рядкової.

### Місце видання
Деякі факти вказують на те, що книга була надрукована в Бамберзі. Папір, на якому були віддруковані паперові копії, використовувалася в цьому місті (і відрізнялася від паперу з Майнца, де знаходилася друкарня Гутенберга). Палітурки існуючих екземплярів також схожі на ті, в які перепліталися місцеві книги. Майже всі відомі екземпляри мають власницькі написи, які теж приводять до цього міста або його околиці.

### Книгодрукарі
Точних відомостей про книгодрукаря немає. Це міг бути Гутенберг, хтось із його підмайстрів або ж хтось, хто купив у Гутенберга шрифт і деяке інше обладнання. Вчені Річард Шваб і Томас Кехілл з'ясували, що книга надрукована тією ж фарбою, що і 42-рядкова Біблія Гутенберга.
Шрифт є версією так званого DK-шрифту. Він старіший і грубий, ніж шрифт в 42-рядкової Біблії. Використовувався для деяких ранніх книг Гутенберга, можливо, що передували 42-рядкової Біблії — це «Менше керівництво» (Ars Minor) граматики Доната (надруковано в 1452-1453-х рр..) І кілька листків памфлету, названого «Турецьким календарем» 1455 (надруковано, можливо, в кінці 1454 р.). Шрифт отримав назву завдяки цим двом виданням (DK: Donatus-Kalendar, тобто «Донат-Календар»).
Альбрехт Пфістер також використовував DK-шрифт в Бамберзі, починаючи з 1461 року, також вважався книгодрукарем 36-рядкової Біблії. Проте, багато вчених вважають, що це не так. Навіть пізніші видання Пфістера виконані грубіше, ніж 36-рядкова Біблія.

### Вцілілі екземпляри
Відомо 14 повних або майже повних екземплярів, на папері та на пергаменті, а також безліч фрагментів і окремих листків. Невелика кількість збережених примірників говорить про те, що тираж 36-рядкової Біблії був менше, ніж тираж 42-рядкової.
8 примірників зберігаються у Німеччині. Один неповний примірник опинився у США, в Бібліотеці Принстонського університету. Один примірник виставлений в Галереї сера Джона Рітблета в Британській бібліотеці.